# Konami Yoshida
Konami Yoshida (jap. 吉田 小南美 Yoshida Konami; ur. 6 czerwca 1967) – japońska seiyū.

## Wybrane role
- 1992: Shin-chan – Taeko
- 1993: Kidō Senshi Victory Gundam –
  - Martina Kransky,
  - Sofia Ierines,
  - Mizuho Minegan
- 1994: Wojowniczki z Krainy Marzeń – Umi Ryūzaki
- 1997: Yūsha Ō Gaogaigar –
  - Hana Hatsuno,
  - Różne postacie
- 1998: Pokémon – Kiyomi
- 2000: Digimon Adventure 02 –
  - Michael Barton,
  - Octmon
- 2004: Futari wa Pretty Cure – Seiko Taniguchi